# Jean-Vincent Puzos
Jean-Vincent Puzos (...) è uno scenografo francese.

## Filmografia

### Cinema
- Le Trésor des îles Chiennes, regia di F. J. Ossang (1990)
- La nota blu (La Note bleue), regia di Andrzej Żuławski (1991)
- Non tutti hanno la fortuna di aver avuto i genitori comunisti (Tout le monde n'a pas eu la chance d'avoir des parents communistes), regia di Jean-Jacques Zilbermann (1993)
- L'Irrésolu, regia di Jean-Pierre Ronssin (1994)
- Tykho Moon, regia di Enki Bilal (1996)
- Il piacere e i suoi piccoli inconvenienti (Le Plaisir (et ses petits tracas)), regia di Nicolas Boukhrief (1998)
- Les Parasites, regia di Philippe de Chauveron (1999)
- Du bleu jusqu'en Amérique, regia di Sarah Lévy (1999)
- Marie, Nonna, la vierge et moi, regia di Francis Renaud (2000)
- La Fidélité, regia di Andrzej Żuławski (2000)
- Le Roman de Lulu, regia di Pierre-Olivier Scotto (2001)
- Hollywood Confidential (The Cat's Meow), regia di Peter Bogdanovich (2001)
- Paradise Found, regia di Mario Andreacchio (2003)
- The Wooden Camera, regia di Ntshavheni wa Luruli (2003)
- Lord of War, regia di Andrew Niccol (2005)
- Dead Fish, regia di Charley Stadler (2005)
- 10.000 A.C. (10,000 BC), regia di Roland Emmerich (2008)
- Un baiser papillon, regia di Karine Silla (2011)
- Amour, regia di Michael Haneke (2012)
- Hercules - Il guerriero (Hercules), regia di Brett Ratner (2014)
- Colt 45, regia di Fabrice du Welz (2014)
- The Childhood of a Leader - L'infanzia di un capo (The Childhood of a Leader), regia di Brady Corbet (2015)
- Lettere da Berlino (Alone in Berlin), regia di Vincent Pérez (2016)
- Civiltà perduta (The Lost City of Z), regia di James Gray (2016)
- Robin Hood - L'origine della leggenda (Robin Hood), regia di Otto Bathurst (2018)
- Il mondo che verrà (The World to Come), regia di Mona Fastvold (2020)
- Jungle Cruise, regia di Jaume Collet-Serra (2021)
- Beast, regia di Baltasar Kormákur (2022)

## Riconoscimenti
- Premio César
  - 2013 - Candidato alla migliore scenografia per Amour